# Richard Gray (Afrikanist)
John Richard Gray (* 7. Juli 1929 in Weymouth (Dorset), Dorset; † 7. August 2005 in London) war ein britischer Historiker für Afrikanische Geschichte, Wegbereiter interdisziplinärer African Studies und Hochschullehrer an der School of Oriental and African Studies der London University.
Der Sohn eines britischen Marinekapitäns Gray besuchte die Schule in Charterhouse und studierte darauf Geschichte am Downing College der Cambridge University. Seine Dissertation zum Ph.D. schrieb er in London 1955 beim Pionier der Afrikastudien Roland Oliver zum Thema A History of the Southern Sudan, 1839–1889. Mit Philip Mason verfasste er eine Studie über die rassischen (race) Beziehungen zwischen dem damaligen Rhodesien und Nyasaland, die afrikanische Quellen des Zomba-Volkes erschloss (Two Nations, 1960). Nach Anstellungen in Rom (Gray konvertierte 1955 zum katholischen Glauben) und in Khartum 1959 wurde er 1961 von der SOAS in London eingestellt. Mit David Birmingham publizierte er 1970 The Pre-colonial African Trade, eine Grundlage für die weitere Befassung mit der vorkolonialen Zeit Afrikas. Dissertationen wurden z. B. an Donald Crummey über die Mission in Äthiopien und Edward Alpers über die Wayao vergeben. 1972 erhielt er einen persönlichen Lehrstuhl. Seine Interessen richteten sich immer mehr auf das Verhältnis der jungen afrikanischen Staaten zur Religion. Einer ökumenischen Konferenz in Jos (Nigeria) folgte die Publikation Christianity in Independent Africa (1978). 1982 wurde er in das Päpstliche Komitee für Geschichtswissenschaft berufen, doch zwang ihn die fehlende Gesundheit 1989 zum vorzeitigen Ruhestand. Weitere Forschungen zur Geschichte der Religion in Afrika folgten bis zum Tod 2005. So zeigte er während der Mission häufige Vermengungen der europäischen Lehre mit afrikanischen Vorstellungen, etwa zur Schöpfung, und Praktiken auf.

## Schriften
- The Two Nations: aspects of the development of race relations in the Rhodesias and Nyasaland,  Oxford University Press, London, 1960.
- A History of the Southern Sudan, 1839–1889, Oxford University Press, 1961, ISBN 978-0198216179.
- mit David Birmingham: The Pre-Colonial African Trade: essays on trade in Central and Eastern Africa before 1900 , Oxford UP, 1970, ISBN 9780192156396.
- The Cambridge history of Africa. Vol. 4, From c. 1600 to c. 1790, Cambridge UP, ISBN 9781139054584.
- Christianity in Independent Africa, R. Collings ; Indiana University Press, London, Bloomington, 1978, ISBN 978-0253375063.
- Black Christians and White missionaries, Yale University Press, New Haven, 1990, ISBN 9780300049107.
- Lammin O. Saneh (Hrsg.): Christianity, the papacy, and mission in Africa, Orbis Books, Maryknoll, N.Y., 2012, ISBN 9781570759864. (posthum)